# رابرزفيل
رابرزفيل ( الألمانية السويسرية : [ ˈrɑpːərʃˌʋiːl ]</link> أو ‎[ˈrɑpːərsˌʋiːl]‏</link> ;  باختصار: Rappi) هي بلدية سابقة، أصبحت منذ يناير 2007 تابعة لبلدية رابرزفيل-يونا في Wahlkreis ( دائرة انتخابية ) في See-Gaster في كانتون سانت غالن في سويسرا ، وتقع بين أوبرزي والجزء الرئيسي من بحيرة زيوريخ .

## الجغرافية
تقع رابرزفيل على الشاطئ الشمالي لبحيرة زيورخ عند النقطة التي تنقطع فيها البحيرة إلى قسمين بواسطة برزخ سيدام، وهو ركام جليدي من العصر الجليدي. يُطلق على الجزء العلوي (أو الشرقي) من بحيرة زيورخ اسم أوبرزي. يقع جزء من البلدة القديمة والقلعة والدير في منطقة شبه جزيرة.

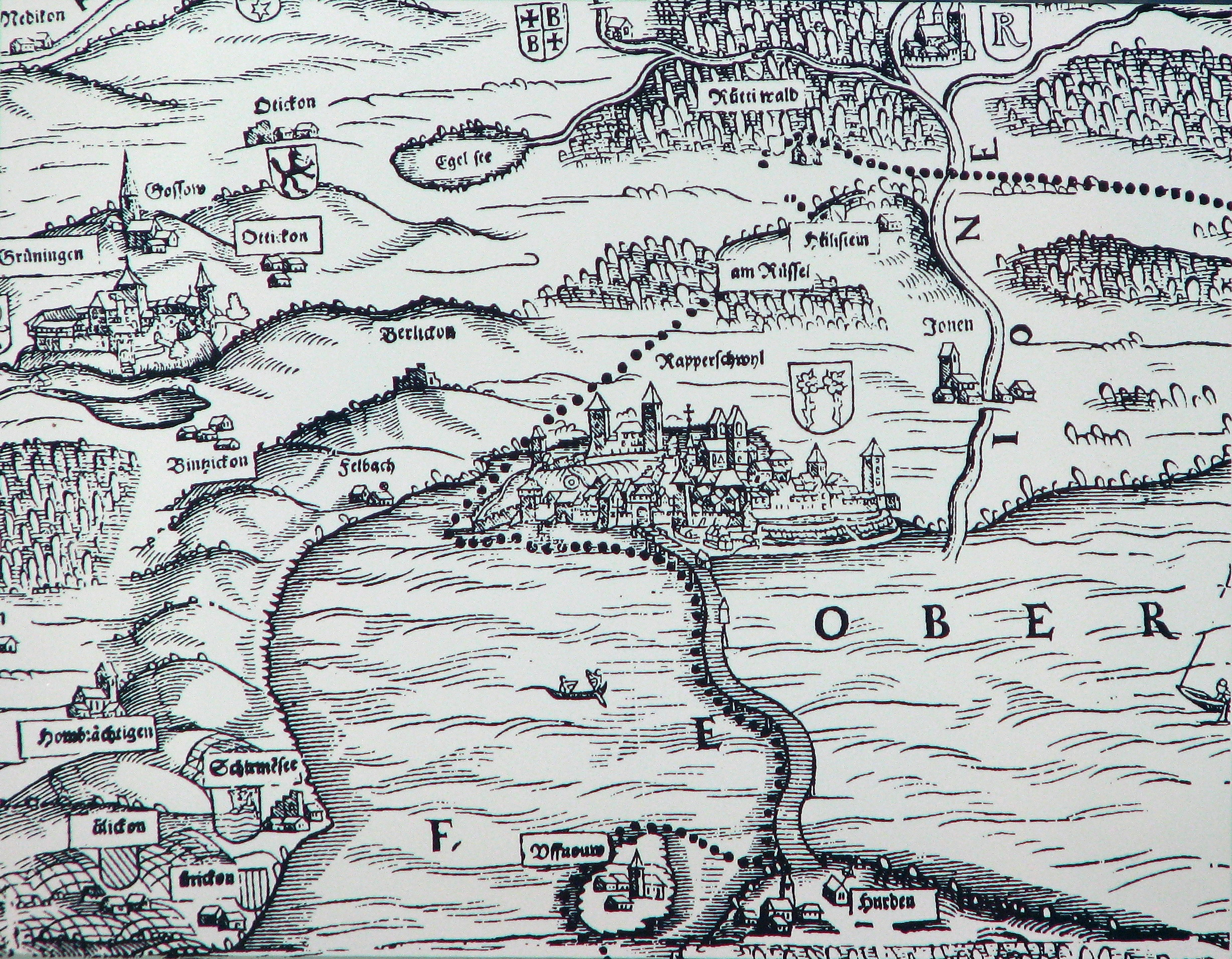
بحيرة زيورخ العليا وبلديتها المركزية التي تعود للقرون الوسطى رابرزفيل على موريربلان (1566)

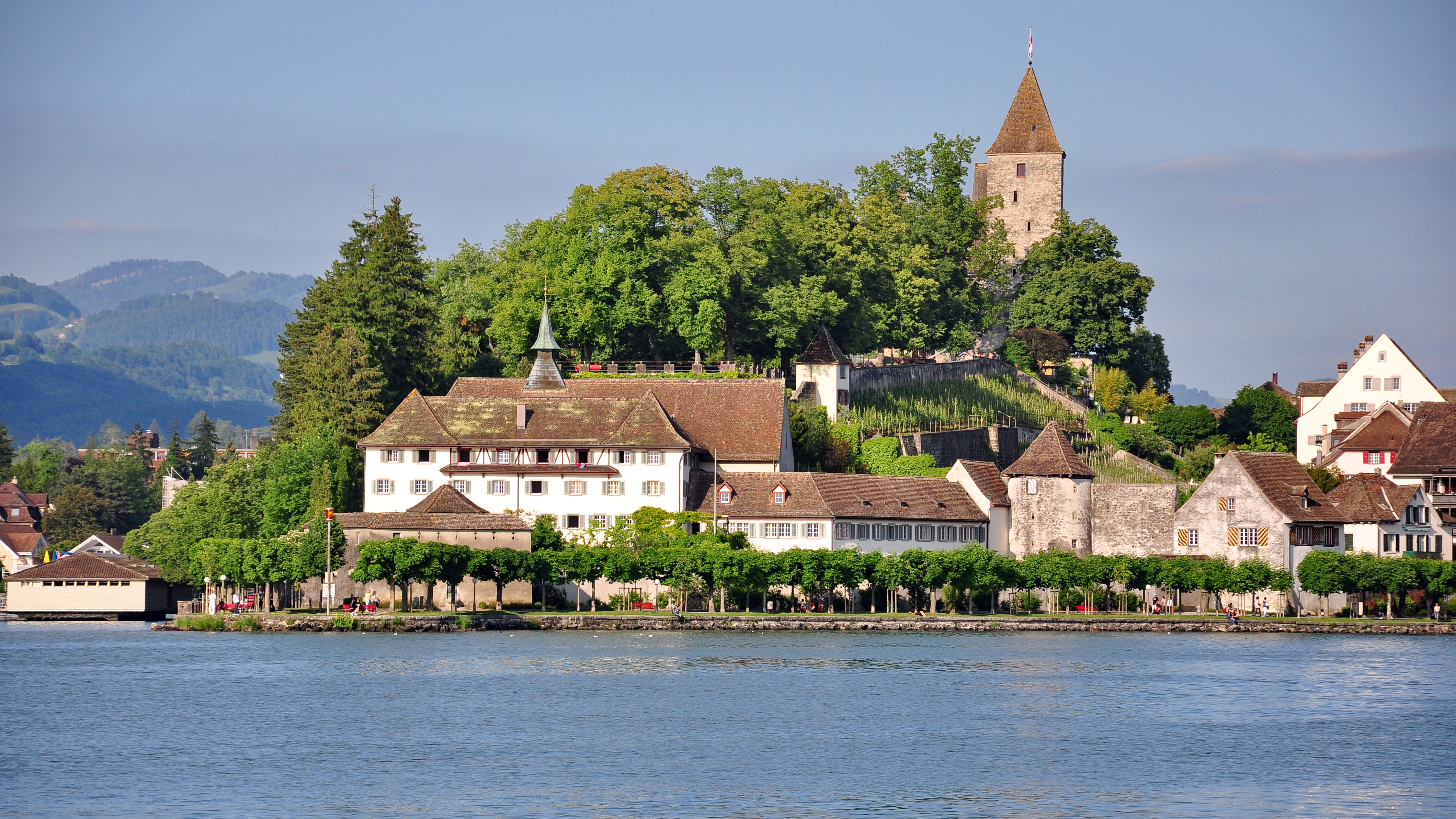
دير الكبوشي كما يبدو من بحيرة زيورخ

## روابط خارجية
- رابرزفيل-جونا (الموقع الرسمي) باللغة الألمانية
- Ortsgemeinde Rapperswil-Jona باللغة الألمانية
- المعلومات السياحية رابرسفيل-جونا باللغة الألمانية
- Rapperswil بالألمانية وبالفرنسية وبالإيطالية من قاموس سويسرا التاريخي على الإنترنت.

قالب:Municipalities of the district of See-Gasterقالب:Lake Zurich